# 酒井敬幸
酒井 敬幸（さかい けいこう、1972年12月25日 - ）は、日本の男性声優。81プロデュース。福島県出身。

## 略歴
アミューズメントメディア総合学院卒業。

## 人物
アニメ、外画、ゲームなどで活躍。
趣味・特技はモノマネ。

## 出演
太字はメインキャラクター

### テレビアニメ
2001年
- グラビテーション（相撲取りB）
- サラリーマン金太郎（樋口）
- ZOIDS新世紀Ø（ベンジャミン、バックドラフト団員）
- ノワール（男B、男D）

2002年
- NARUTO -ナルト-（2002年 - 2005年、ワラジ、おじさん、雷神）
- ロックマンエグゼ シリーズ（2002年 - 2006年、ナビ4、キングマン、番台の男） - 2シリーズ

2003年
- ポケットモンスター アドバンスジェネレーション（お兄さん）

2004年
- デュエル・マスターズ チャージ（ヘンドリクス）
- モンキーターン（大山教官、客）

2005年
- 強殖装甲ガイバー（ダイム、工作員）
- 甲虫王者ムシキング 森の民の伝説（寄生の森の民、村人）
- 金色のガッシュベル!!（大男）
- ゾイドジェネシス（ドット大佐、老人B）
- BLOOD+
- MÄR-メルヘヴン-（盗賊、観衆、ルーク、大岩）
- 雪の女王（兵）

2006年
- ああっ女神さまっ それぞれの翼（男たち）
- 銀魂（2006年 - 2018年、あずみ、悪党、飲み屋の店主、忍者A、隊士 他） - 4シリーズ
- 彩雲国物語（青巾党の男）
- 009-1（カメラマン）
- タマ&フレンズ 探せ!魔法のプニプニストーン（シノダ）
- 西の善き魔女 Astraea Testament（騎士）
- 働きマン（職人C）
- 魔法食堂チャラポンタン（ナポリタン）
- 流星のロックマン（2006年 - 2007年、所員、社員B、サテラポリス）

2007年
- アイドルマスター XENOGLOSSIA（ネコ、MSA兵）
- ウエルベールの物語 〜Sisters of Wellber〜（ベックス）
- 風の少女エミリー（ローダパパ）
- 風のスティグマ（ヘルハウンド、客）
- 精霊の守り人（相手役A）
- ロミオ×ジュリエット（ハーマイオニの父）

2008年
- 喰霊 -零-（幹部A）
- キャシャーン Sins（2008年 - 2009年、ロボット、野盗ロボット、カストル、男）
- CLANNAD 〜AFTER STORY〜（相手チーム選手）
- ゴルゴ13（部下）
- シゴフミ（刑事）
- 全力ウサギ（ソウチョウ）
- テレパシー少女 蘭（部員A）
- ドルアーガの塔 〜the Aegis of URUK〜（クオックス）
- 隠の王（田中九五郎）
- ぷるるんっ!しずくちゃん あはっ☆（パフューム男爵）
- 名探偵コナン（2008年 - 2023年、男、福良一）
- モノクローム・ファクター（旗本）
- 夜桜四重奏 〜ヨザクラカルテット〜（元老院）

2009年
- エグザムライ戦国（タカヒロの父親）
- きらりん☆レボリューション STAGE3（カラビー大佐）
- 黒神 The Animation（朧鬼）
- ケロロ軍曹（おじい）
- シャングリ・ラ（オヤジ、メタルエイジ1、看守D）
- 宇宙をかける少女（土井 / 幹部、矢薙、亀岡、自警団）
- デュエル・マスターズ クロス（ヘンドリクス）

2010年
- NARUTO -ナルト- 疾風伝（ワラジ）

2012年
- エウレカセブンAO（ピッポ）

2014年
- クロスアンジュ 天使と竜の輪舞（近衛兵）
- 東京ESP（軍人A）
- ONE PIECE（タンク・レパント）

2015年
- カードファイト!! ヴァンガードG ギアースクライシス編（シオン 父）

2016年
- 紅殻のパンドラ（ティム・バートン軍曹）
- モブサイコ100（2016年 - 2019年、教師、古賀先生） - 2シリーズ

2017年
- 血界戦線 & BEYOND（異界の荒くれ者 ボス）

2018年
- 銀河英雄伝説 Die Neue These 邂逅（アル・サレム）
- ポケットモンスター サン&ムーン（ゴズ）
- 進撃の巨人（カルステン）
- からくりサーカス（羽佐間）

2020年
- ゾイドワイルド ZERO（将官）

2021年
- 約束のネバーランド（鬼）
- おしりたんてい（ミノタ）

2023年
- ひろがるスカイ!プリキュア（2023年 - 2024年、ミノトン）

2024年
- ゆるキャン△ SEASON3（クマ）
- きのこいぬ（医師）

### 劇場アニメ
- 劇場版 NARUTO -ナルト- 大激突!幻の地底遺跡だってばよ（2005年、砂の忍）
- いぬかみっ! THE MOVIE 特命霊的捜査官・仮名史郎っ!（2007年、変態C）
- 映画 フレッシュプリキュア! おもちゃの国は秘密がいっぱい!?（2009年、大鏡、父親）
- 劇場版BLEACH 地獄篇（2010年、我緑涯）
- 手塚治虫のブッダ -赤い砂漠よ!美しく-（2011年）
- SHORT PEACE「GAMBO」（2013年、ガンボ）

### OVA
- カレイドスター Legend of phoenix 〜レイラ・ハミルトン物語〜（2006年、男性スタッフB）

### Webアニメ
- ヘタリアシリーズ（2009年 - 2021年、スウェーデン、農場主、ジョン、牛、ラクダ、カピバラ 他） - 7シリーズ

### ゲーム
2003年
- 大正もののけ異聞録（榊義彦）

2004年
- Quest of D
- コロッケ! シリーズ（2004年 - 2005年、ヤキソバ） - 2作品
- 幕末恋華 新選組（芹沢鴨）

2005年
- ゾイドフルメタルクラッシュ（グレル）
- ロマンシング サガ -ミンストレルソング-（デス）

2006年
- 地球防衛軍3（隊長）
- メルヘヴン 忘却のクラヴィーア（ジェネラル）
- ロックマンゼクス（プロテクタス・ザ・ゴアロイド）

2007年
- チョコボの不思議なダンジョン 時忘れの迷宮
- ドラゴンクエストソード 仮面の女王と鏡の塔（トロルキング）

2013年
- 仮面ライダー バトライド・ウォー（バットファンガイア・リボーン）

2014年
- 仮面ライダー サモンライド!（バットファンガイア・リボーン）

2018年
- クイズRPG 魔法使いと黒猫のウィズ（アバルドロス）

2019年
- 北斗の拳 LEGENDS ReVIVE（牙親父）

2024年
- 崩壊:スターレイル（呼雷）

### パチンコ・パチスロ
- P大工の源さん 超韋駄天（2020年、百萬石嵐[23]）

### ドラマCD
- ヘタリア ドラマCD vol.2（スウェーデン）
- ヘタリア ドラマCD インターバルVol.3「北欧ファイブ!」（スウェーデン）

### 音楽CD
- ヘタリア The World Twinkle キャラクターCD Vol.4
  - ん。（スウェーデン）

### オーディオブック
- しんどいオカマのちょっと一杯いかがかしら?（2019年、朗読）
- 知っておきたい日本の神話（2020年、朗読）
- デスペラード ブルース（2020年、鮫島元春+佐倉慎 ほか[24]）

### 吹き替え

#### 映画
- 明日、君がいない（ルーク）
- 遺体安置室 -死霊のめざめ-（ボビー）
- THE INFORMER/三秒間の死角（グレンズ〈コモン〉）
- エイリアン2 ※アルティメットエディション
- エクスカリバーII 伝説の聖杯（ラスコー）
- オープン・ウォーター2
- ディープ・アンダーカバー
- 透明人間（トム・グリフィン〈マイケル・ドーマン〉）
- ドラゴン 竜と騎士の伝説（タリク〈マイケル・クラーク・ダンカン〉）
- ドラゴンハート 〜新章:戦士の誕生〜（オズマンド）
- ハンテッド ※テレビ東京版
- ポイント45（サージ）
- ミルコのひかり
- 黙示録2009 合衆国大炎上（エド・ドブズ〈グレッグ・エヴィガン〉）

#### テレビドラマ
- アンダー・ザ・ドーム（ドレス）
- ケネディ家の人びと
- ザ・パシフィック
- CSI:マイアミ
- スターゲイト アトランティス（ロノン・デックス〈ジェイソン・モモア〉）
- 24 -TWENTY FOUR-
- プリズン・ブレイク（アボカド〈ダニエル・アラー〉、ダリアス、ザック）
- リ・ジェネシス バイオ犯罪捜査班
- リンガー 〜2つの顔〜
- 私はラブ・リーガル

#### アニメ
- カーズ2（寿司職人）
- きかんしゃトーマス めざせ!夢のチャンピオンカップ（ヒロ[25]）
- 最強武将伝 三国演義（夏侯惇）
- ダグ
- タンタンの冒険/ユニコーン号の秘密（船員）
- ティーン・タイタンズ（マンモス、ワイルドビースト）
- フォスターズ・ホーム（エドゥアルド）
- ベン10（マニー）
- 魔道祖師（温逐流[26]）
- ミュータント・タートルズ（教授）

### 特撮
2001年
- 仮面ライダーアギト（オウルロード / ウォルクリス・ウルクスの声）

2004年
- 特捜戦隊デカレンジャー（グローザ星人ヘルヘヴンの声）

2007年
- 獣拳戦隊ゲキレンジャー（臨獣クロコダイル拳ニワの声）

2008年
- 仮面ライダーキバ（カメレオンファンガイアの声、バットファンガイア・リボーンの声）

2009年
- 仮面ライダーディケイド（牛鬼の声）
- 仮面ライダー×仮面ライダー W&ディケイド MOVIE大戦2010（ドラスの声）
- トミカヒーロー レスキューフォース（バーツの声）

2010年
- 仮面ライダー×仮面ライダー オーズ&ダブル feat.スカル MOVIE大戦CORE（鎧武者怪人〈完全体〉の声）

2011年
- 海賊戦隊ゴーカイジャー（バウザーの声）

2013年
- 仮面ライダー×スーパー戦隊×宇宙刑事 スーパーヒーロー大戦Z（スペース蜘蛛男の声）
- ネット版 仮面ライダー×スーパー戦隊×宇宙刑事 スーパーヒーロー大戦乙!〜Heroo!知恵袋〜あなたのお悩み解決します!（仮面ライダーG3の声、ジェネラルシャドウの声）

2023年
- 王様戦隊キングオージャー（ジゴクジームの声）

2024年
- 爆上戦隊ブンブンジャー（ソードグルマーの声）

### シリーズ一覧
1. ↑  第1シリーズ（2002年）、第4シリーズ『BEAST』（2006年）
2. ↑  第1期（2006年 - 2008年）、第2期『銀魂’』（2011年 - 2012年）、第3期『銀魂ﾟ』（2015年）、第4期『銀魂.』（2018年）
3. ↑  第1期（2016年）、第2期『II』（2019年）
4. ↑  『Great 時空の冒険者』（2004年）、『DS 天空の勇者たち』（2005年）